# Лобау
Лобау (нем. Lobau) — пойма возле Вены на северной стороне Дуная в Донауштадте и частично в Грос-Энцерсдорфе в Нижней Австрии. Является частью национального парка Донау-Ауэн с 1996 года и охраняемой территорией с 1978 года. Используется в качестве зоны отдыха и места для нудизма. В ней также есть нефтяная гавань. Австрийская армия использовала Лобау в качестве учебного полигона. Лобау является источником подземных вод для Вены (помимо воды, поступающей из Альп через Мёдлинг).
С Лобау граничит Донауинзель — искусственный остров на Дунае.

## История
В 1809 году Лобау было местом Асперн-Эсслингской битвы, ставшей первым крупным поражением Наполеона, которое было нанесено ему австрийской армией во главе с эрцгерцогом Карлом, а также битвы при Ваграме, которая последовала два месяца спустя и окончилась победой Наполеона.
Во время нефтяной кампании Второй мировой войны нефтеперерабатывающий завод в Лобау подвергся бомбардировке, которая началась с 22 августа 1944 года.

## Влияние на окружающую среду
Некоторые небольшие участки территории Лобау использовались армией для обучения солдат. Лобау также оказывает большое влияние на водоснабжение Вены, так как это один из источников воды для её населения.
В Лобау имеется огромное количество различных видов флоры и фауны, которые находятся под угрозой исчезновения.
С 1977 года часть Лобау площадью 1037 га считается биосферным заповедником ЮНЕСКО.
Лобау состоит из природных зон, только 25 % которых находится под контролем и уходом.
С 1978 года Лобау является одновременно охраняемым ландшафтом, заповедной зоной, а также биосферным заповедником. Его площадь составляет одну пятую 22-го района Вены.

## Флора и фауна
Почти вся флора и фауна Лобау, за редким исключением, стоит на пути к вымиранию из-за экологических проблем. Поэтому с 1996 года Лобау объявлен охраняемой территорией. Кроме того, с 26 октября 1996 года в охраняемый парк вошёл национальный парк Донау-Ауэн, который является одной из природных зон «Природа 2000». С 1982 года она является охраняемым Рамсарским участком.

### Тростниковые заросли
Йозефштег (нем. Josefsteg) — мост, найденный посередине Лобау. 150 лет назад там проходило русло реки Дуная. Этот переход, построенный из дерева, длиной около 100 м, также представляет собой пример воздействия человека на охраняемую территорию, хотя он и сделан из дерева. Как уже говорилось ранее, этот парк известен своим разнообразием флоры и фауны, и одним из типичных её примеров являются тростниковые заросли (тростник обыкновенный, Phragmites australis), окружающее Йозефштег и покрывающее большую часть территории.